# Индийский поход Александра Македонского
Индийский поход — военная экспедиция Александра Македонского, состоявшаяся в 327 году до н. э.

## Предыстория
В 327 году до н. э. Александр Македонский начал поход в Индию. Он вышел из державы Ахеменидов и устремился в земли, почти неведомые грекам. У него и его спутников в основном были фантастические сведения об Индии, они не имели реального представления ни о её размерах, ни о трудностях, связанных с её захватом, ни тем более о странах, которые лежали ещё дальше на востоке. О существовании Китая древние греки не знали.
Александр Македонский пошёл в Индию после завоевания Средней Азии.

### Причина похода
На столь опасный поход Александра толкали рассказы (подчас сильно преувеличенные) о сказочных богатствах Индии. Кроме того, молодому полководцу вскружили голову его собственные грандиозные успехи. В мечтах Александр видел себя господином мира. Его преследовала навязчивая идея дойти до «края земли», который, как тогда ошибочно полагали греки, находится где-то совсем недалеко, омыть своё оружие в водах Великого Восточного океана, подчинить себе всю ойкумену (обитаемую сушу).

### Начало похода
Однако поход оказался труднее, чем ожидалось. Правда, вначале продвижения войска по долинам Инда и его притокам проходило относительно спокойно. Александр столкнулся как с многочисленными мелкими независимыми царствами, которыми управляли раджи, так и с племенами, жившими ещё в первобытных условиях. Некоторые раджи добровольно переходили на сторону Александра. Но другие предводители, напротив, оказывали серьёзное сопротивление. Особенно много проблем доставил Александру раджа Пор, навязавший ему жестокое сражение на берегах реки Гидаспа (326 год до н. э.).

### Битва на Гидаспе

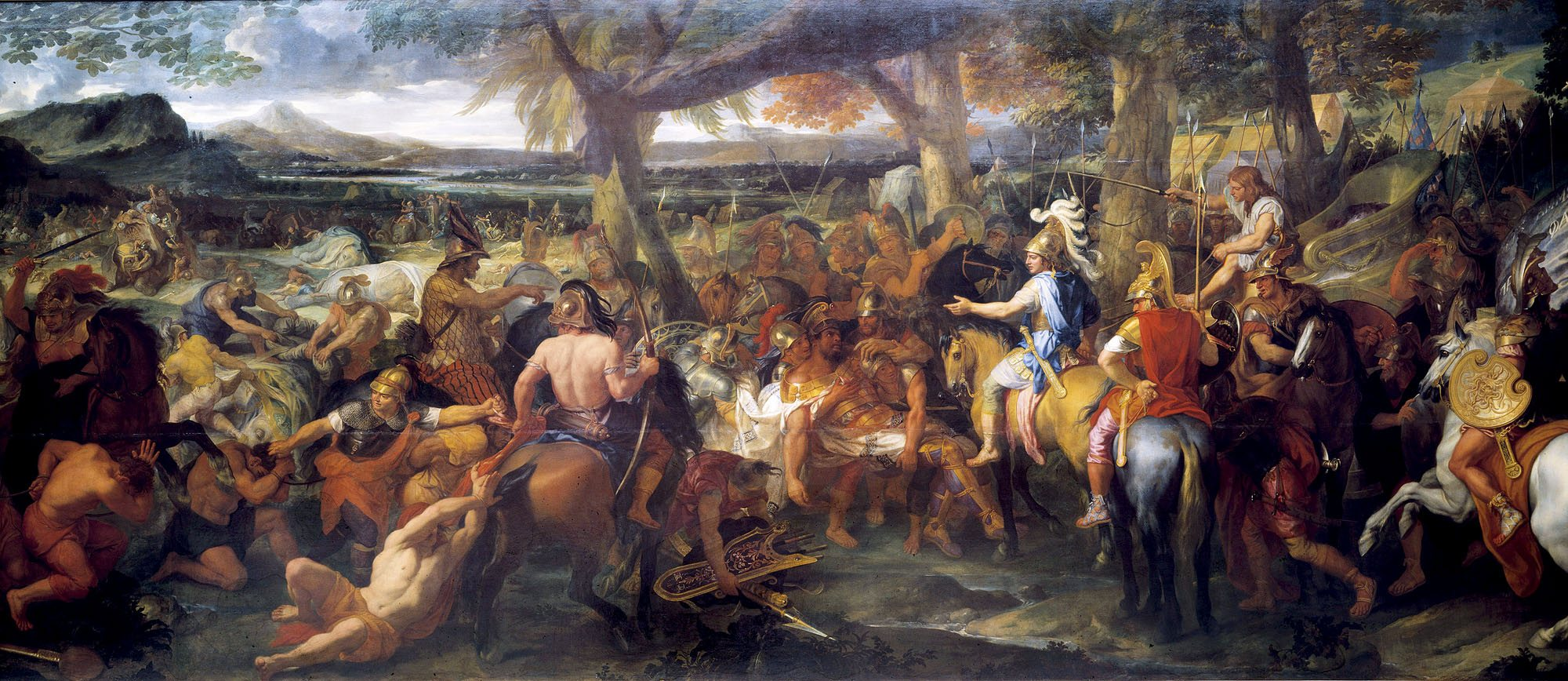
Картина Шарля Лебрена, изображающая Александра и Пора во время битвы на Гидапсе.

Приток Инда Гидасп, на противоположных берегах которого расположились греко-македонская и индийская армии, был широк и полноводен. Перейти его вброд было невозможно, поэтому Александр приказал подготовить корабли, а также использовать кожаные мешки, набитые сеном. Однако перенаправляться через бурную реку прямо напротив сильного вражеского войска было крайне опасно, и Александр предпринял обходной манёвр.

#### Тактика Александра
Примерно в 26 км выше по течению от лагеря он тайно подготовил место переправы. Туда была под покровом ночи переброшена часть его сил, там же находился и сам царь. В назначенный день основные войска должны были, отвлекая врага, имитировать подготовку к посадке на суда. Именно так и произошло. Тем временем Александр со своими отрядами быстро и незаметно для Пора форсировал Гидасп и ударил по индийским войскам с левого фронта. Его первая атака пришлась на конницу и колесницы индийцев под командованием сына Пора. С помощью своей кавалерии Александр Македонский разгромил их. Пор, узнав об этом, сам повёл большую часть армии навстречу врагу. Остальные силы греков, воспользовавшись этим, начали переправу через Гидасп. Они напали на индийцев с тыла, и те оказались зажаты с двух сторон в «клещи». Перед фронтом Пора находилась линия боевых слонов. В битве при Гидаспе греки впервые столкнулись с таким массовым применением этих мощных животных, которых можно назвать своеобразными «танками» Древнего мира. Лошади греков боялись слонов, потому в атаку на них были брошены отряды пехотинцев. Атака была успешна; те слоны, чьи погонщики были убиты, стали неуправляемыми, другие были ранены и в бешенстве топтали своих же воинов. В конце концов противник был полностью разгромлен и обращён в бегство. Сам Пор, весь израненный, попал в плен.

### Завершение похода
Армия Александра двигалась всё дальше на восток, переходя через глубокие реки, прокладывая путь в диких тропических джунглях, и постоянно подвергалась набегам местных племён. Однако территория Индии оказалась большей по размеру, чем считалось ранее. Ходили слухи о том, что самые мощные индийские государства (Империя Нанда и Царство Гангаридай) ещё впереди. Самого Александра всё это не могло остановить, но армия была уже совершенно измучена.
Воины, непривычные к индийским климатическим условиям, страдали от тропических лихорадок, мокли под проливными дождями, гибли от укусов змей и ядовитых насекомых. В конце концов войско взбунтовалось и отказалось переходить через реку Гефасис перед долиной Ганга и продолжать поход. Это стало серьёзным ударом по самолюбию Александра, но изменить что-либо было не в его силах. В 326 году до н. э., после нескольких дней уговоров полководец приказал собираться в обратный путь. На месте последней стоянки Александр велел оставить «лагерь великанов» (огромные палатки, оружие, конюшни и 12 алтарей).
Покорив на обратном пути царства Мусикана, Портикана и других раджей и перейдя через пустыню Гедросии, Александр Македонский вернулся в Вавилон.